# Polia pedregalensis
Polia pedregalensis là một loài bướm đêm trong họ Noctuidae.